# Relações entre Alemanha Oriental e Brasil
As relações bilaterais entre a Alemanha Oriental (República Democrática Alemã) e o Brasil referem-se ao conjunto de interações diplomáticas, econômicas, culturais e políticas estabelecidas entre os dois países durante o período de existência da RDA, entre 1949 e 1990. Embora o Brasil tenha mantido tradicionalmente relações diplomáticas com a República Federal da Alemanha (RFA), o país estabeleceu relações oficiais com a Alemanha Oriental na década de 1970, no contexto da política de détente da Guerra Fria. 

## Estabelecimento das relações diplomáticas
O Brasil reconheceu oficialmente a República Democrática Alemã (RDA) em 1973, no contexto da política de aproximação conhecida como Ostpolitik, promovida pelo governo da Alemanha Ocidental sob a liderança do chanceler Willy Brandt. A decisão brasileira seguiu uma tendência observada em outros países latino-americanos, como México e Argentina, que também estabeleceram relações diplomáticas com a Alemanha Oriental no mesmo período.
As relações foram formalizadas por meio da troca de notas diplomáticas e da instalação de embaixadas em Brasília e Berlim Oriental, respectivamente.

## Cooperação política e econômica
Apesar das diferenças ideológicas entre os regimes, o Brasil sob regime militar e a RDA como Estado socialista aliado da União Soviética, os dois países mantiveram um relacionamento diplomático pragmático.  Foram firmados acordos de cooperação nas áreas comercial, científica e técnica, com destaque para o interesse da RDA em ampliar sua presença em países do chamado Terceiro Mundo.
A pauta comercial bilateral incluía, por parte do Brasil, exportações de produtos agrícolas, como café e soja, enquanto a Alemanha Oriental fornecia máquinas, equipamentos industriais e produtos químicos.

## Intercâmbio cultural e científico
Durante a década de 1980, intensificaram-se as atividades de intercâmbio cultural entre os dois países. A RDA promoveu, no Brasil, exposições artísticas, mostras de cinema e apresentações musicais. Também houve envio de estudantes brasileiros para instituições de ensino superior da RDA, especialmente nas áreas de engenharia, medicina e ciências sociais.
Intelectuais e membros da esquerda brasileira mantiveram contatos com entidades políticas da RDA, como o Partido Socialista Unificado da Alemanha (SED), no contexto de aproximações político-ideológicas não oficiais.

## Encerramento das relações e reunificação alemã
Com a queda do Muro de Berlim em 1989 e o subsequente processo de reunificação alemã, concluído em outubro de 1990, a RDA foi dissolvida e seu território incorporado pela República Federal da Alemanha. As embaixadas da Alemanha Oriental foram encerradas, e suas atribuições foram absorvidas pela representação diplomática da Alemanha reunificada.
O Brasil manteve normalmente suas relações diplomáticas com a Alemanha unificada, consolidando os laços históricos com ambas as ex-Alemanhas.

## Legado
As relações entre o Brasil e a Alemanha Oriental constituem um capítulo singular da diplomacia brasileira durante a Guerra Fria. O relacionamento, embora limitado, foi caracterizado por pragmatismo e intercâmbio cultural significativo. Estudos acadêmicos e documentos diplomáticos contribuem para o entendimento do posicionamento brasileiro frente aos dois Estados alemães durante o período bipolar internacional.